# Curtiss HS
Curtiss HS là một loại tàu bay tuần tra một động cơ, chế tạo cho Hải quân Hoa Kỳ trong Chiến tranh thế giới I.

## Biến thể

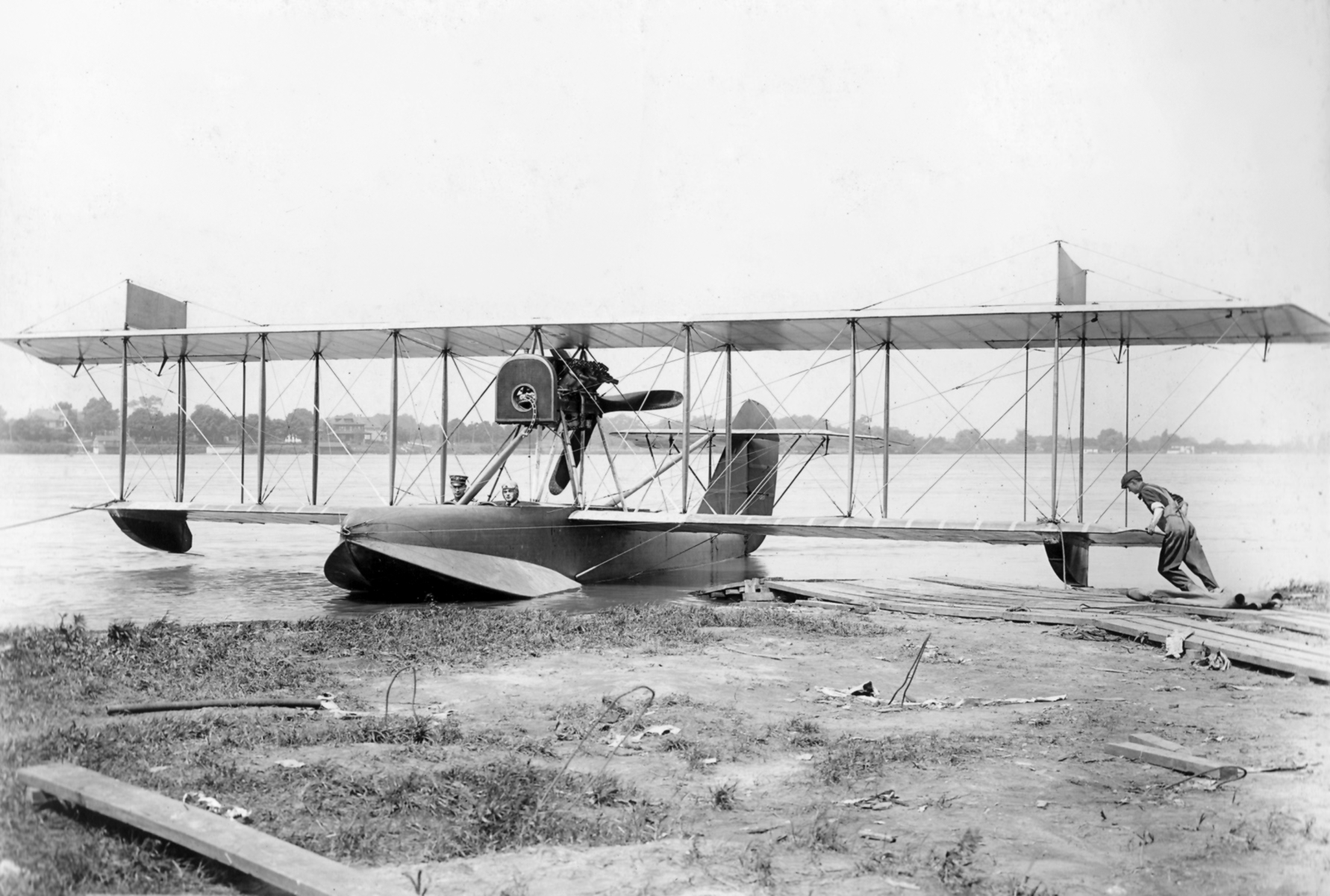
HS-1 năm 1917.

- HS-1
  - HS-1L
- HS-2
  - HS-2L
- HS-3
- HS-3L

## Quốc gia sử dụng
Argentina
- Không quân Hải quân Argentina

 Brasil
- Hải quân Brazil

 Canada
- Không quân Canada

 México
 Perú
- Hải quân Peru

 Bồ Đào Nha
- Không quân Hải quân Bồ Đào Nha

 Hoa Kỳ
- Cục Không quân Lục quân Hoa Kỳ
- Bảo vệ Bờ biển Hoa Kỳ
- Thủy quân Lục chiến Hoa Kỳ
- Hải quân Hoa Kỳ

## Tính năng kỹ chiến thuật (HS-2L)

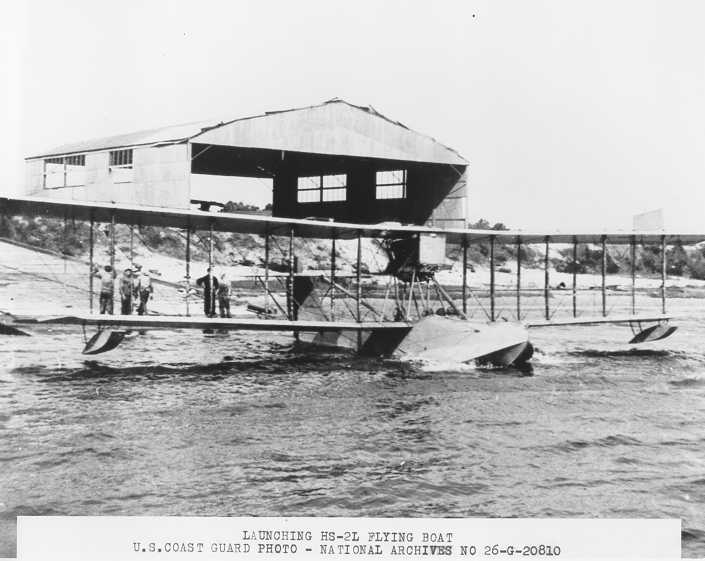
HS-2L thực hiện cất cánh tại Căn cứ không quân lực lượng bảo vệ bờ biển Hoa Kỳ tại Morehead City, Bắc Carolina.

Dữ liệu lấy từ Curtiss Aircraft 1907–1947
Đặc điểm tổng quát
- Kíp lái: 2-3
- Chiều dài: 39 ft 0 in (11.88 m)
- Sải cánh: 74 ft 1 in (22.58 m)
- Chiều cao: 14 ft 7 in (4.44 m)
- Diện tích cánh: 803 ft2 (74.59 m2)
- Trọng lượng rỗng: 4.300 lb (1.950 kg)
- Trọng lượng có tải: 4.632 lb (2.917 kg)
- Động cơ: 1 × Liberty 12 kiểu động cơ V12 làm mát bằng nước, 360 hp (267 kW) mỗi chiếc

Hiệu suất bay
- Vận tốc cực đại: 82,5 mph (133 km/h)
- Tầm bay: 517[2] dặm (832 km)
- Thời gian bay: 4 giờ  30 phút
- Trần bay: 5.200 ft (1.590 m)
- Vận tốc lên cao: 230[3] ft/min (1,2 m/s)

Vũ khí trang bị
- 1 × súng máy Lewis.30 in
- 2 × quả bom 230 lb (100 kg)